# Coppa UDEAC 1989
La Coppa UDEAC 1989 (1989 UDEAC Cup) fu la sesta edizione della Coppa UDEAC, competizione calcistica per nazione organizzata dalla UNIFFAC. La competizione si svolse in Repubblica Centrafricana dal 2 dicembre al 13 dicembre 1989 e vide la partecipazione di cinque squadre: Camerun, Ciad, Congo-Brazzaville, Gabon e Rep. Centrafricana.

## Formula
- Qualificazioni

Nessuna fase di qualificazione. Le squadre sono qualificate direttamente alla fase finale.
- Fase finale

Fase a gruppi - 5 squadre, divise in due gruppi (uno da tre squadre e uno da due). Il gruppo da tre squadre gioca partite di sola andata mentre il gruppo da due squadre gioca partite di andata e ritorno. Le prime classificate e la seconda classificata del gruppo da tre squadre si qualificano per la fase a eliminazione diretta, la seconda classificata del gruppo da due squadre e la terza classificata del gruppo da tre accedono allo spareggio per la semifinale.
Fase a eliminazione diretta - 4 squadre, giocano partite di sola andata. La vincente si laurea campione UDEAC.

## Squadre partecipanti
| Pr. | Squadra            | Data di qualificazione certa | Partecipante in quanto | Partecipazioni precedenti al torneo | Ultima presenza |
| --- | ------------------ | ---------------------------- | ---------------------- | ----------------------------------- | --------------- |
| 1   | Camerun            | -                            | Qualificata di diritto | 5 (1984, 1985, 1986, 1987, 1988)    | Camerun 1988    |
| 2   | Ciad               | -                            | Qualificata di diritto | 5 (1984, 1985, 1986, 1987, 1988)    | Camerun 1988    |
| 3   | Congo-Brazzaville  | -                            | Qualificata di diritto | 5 (1984, 1985, 1986, 1987, 1988)    | Camerun 1988    |
| 4   | Gabon              | -                            | Qualificata di diritto | 5 (1984, 1985, 1986, 1987, 1988)    | Camerun 1988    |
| 5   | Rep. Centrafricana | -                            | Qualificata di diritto | 5 (1984, 1985, 1986, 1987, 1988)    | Camerun 1988    |

Nella sezione "partecipazioni precedenti al torneo", le date in grassetto indicano che la nazione ha vinto quella edizione del torneo, mentre le date in corsivo indicano la nazione ospitante.

## Fase finale

### Fase a gruppi

#### Gruppo A

##### Classifica
| Pos | Squadra           | P.ti | G | V | N | P | GF | GS | DR |
| --- | ----------------- | ---- | - | - | - | - | -- | -- | -- |
| 1   | Gabon             | 2    | 2 | 1 | 0 | 1 | 2  | 1  | +1 |
| 2   | Congo-Brazzaville | 2    | 2 | 1 | 0 | 1 | 1  | 2  | -1 |

##### Risultati
| Bangui 3 dicembre 1989 | Congo-Brazzaville | 1 – 0 | Gabon |  |

| Bangui 5 dicembre 1989 | Gabon | 2 – 0 | Congo-Brazzaville |  |

#### Gruppo B

##### Classifica
| Pos | Squadra            | P.ti | G | V | N | P | GF | GS | DR |
| --- | ------------------ | ---- | - | - | - | - | -- | -- | -- |
| 1   | Camerun            | 4    | 2 | 2 | 0 | 0 | 3  | 1  | +2 |
| 2   | Rep. Centrafricana | 1    | 2 | 0 | 1 | 1 | 2  | 3  | -1 |
| 3   | Ciad               | 1    | 2 | 0 | 1 | 1 | 1  | 2  | -1 |

##### Risultati
| Bangui 2 dicembre 1989 | Rep. Centrafricana | 1 – 1 | Ciad |  |

| Bangui 4 dicembre 1989 | Rep. Centrafricana | 1 – 2 | Camerun |  |

| Bangui 6 dicembre 1989 | Camerun | 1 – 0 | Ciad |  |

#### Spareggio
| Bangui 8 dicembre 1989 | Ciad | 2 – 1 | Congo-Brazzaville |  |

### Fase a eliminazione diretta

#### Tabellone
|  | Semifinali         | Semifinali         | Semifinali |         |                    | Finale             | Finale          | Finale          |  |
|  |                    |                    |            |         |                    |                    |                 |                 |  |
|  | Rep. Centrafricana | Rep. Centrafricana | 2          |         |                    |                    |                 |                 |  |
|  | Rep. Centrafricana | Rep. Centrafricana | 2          |         |                    |                    |                 |                 |  |
|  | Gabon              | Gabon              | 0          |         |                    |                    |                 |                 |  |
|  | Gabon              | Gabon              | 0          |         | Rep. Centrafricana | Rep. Centrafricana | 1               |                 |  |
|  |                    |                    |            |         | Rep. Centrafricana | Rep. Centrafricana | 1               |                 |  |
|  |                    |                    | Camerun    | Camerun | 2                  |                    |                 |                 |  |
|  | Camerun            | Camerun            | Camerun    | Camerun | 2                  | 0 (4)              |                 |                 |  |
|  | Camerun            | Camerun            |            |         |                    | 0 (4)              |                 |                 |  |
|  | Ciad               | Ciad               | 0 (3)      |         |                    | Finale 3º posto    | Finale 3º posto | Finale 3º posto |  |
|  | Ciad               | Ciad               | 0 (3)      |         |                    |                    |                 |                 |  |
|  |                    |                    |            |         |                    |                    |                 |                 |  |
|  |                    |                    |            |         |                    | Gabon              | Gabon           | 2               |  |
|  |                    |                    |            |         |                    | Gabon              | Gabon           | 2               |  |
|  |                    |                    |            |         |                    | Ciad               | Ciad            | 0               |  |

#### Semifinali
| Bangui 10 dicembre 1989 | Rep. Centrafricana | 2 – 0 | Gabon |  |

| Bangui 11 dicembre 1989                      | Camerun              | 0 – 0 | Ciad |  |
| \| \| \| \| \| \| Tiri di rigore 4 – 3 \| \| |                      |       |      |  |
|                                              |                      |       |      |  |
|                                              | Tiri di rigore 4 – 3 |       |      |  |

#### Finale 3º posto
| Bangui 12 dicembre 1989 | Gabon | 2 – 0 | Ciad |  |

#### Finale
| Bangui 12 dicembre 1989 | Rep. Centrafricana | 1 – 2 | Camerun |  |